# أوفه جنسن (دراج)
أوفه جنسن هو دراج دنماركي، ولد في 3 سبتمبر 1947 في إقليم ميديولند في الدنمارك.

## وصلات خارجية
- أوفه جنسن على موقع أرشيف الدراجات (الإنجليزية)
- أوفه جنسن على موقع إحصائيات الدراجات الإحترافية (الإنجليزية)
- أوفه جنسن على موقع أوليمبيديا (الإنجليزية)